# Ramón Serrano Suñer

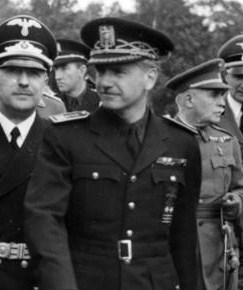
Ramón Serrano Suñer (midden) tijdens een bezoek aan nazi-Duitsland in 1940

Ramón Serrano Suñer (Cartagena, 12 september 1901 - 1 september 2003) was een Spaans politicus. Serrano Suñer was de zwager van Carmen Polo, de vrouw van generaal Francisco Franco, de dictator van Spanje van 1937 tot 1975. Suñer speelde een belangrijke rol tijdens de Spaanse Burgeroorlog en de eerste jaren van de franquistische dictatuur.
Serrano Suñer studeerde rechten en was advocaat. In 1931 trouwde hij Zita Polo y Martinez-Valdès, de zuster van Franco's vrouw Carmen Polo y Martinez-Valdès. In 1933 sloot Serrano zich aan bij de centrumrechtse CEDA. Bij de oktoberverkiezingen van 1933 in Spanje werd de CEDA de grootste partij en werd Serrano Suñer in de Cortes gekozen. José Antonio Primo de Rivera, de oprichter van de fascistische Falange Española, een goede vriend van Serrano, trachtte tevergeefs hem over te halen zich bij de Falange Española aan te sluiten.
In februari 1936 werd Serrano Suñer opnieuw voor de CEDA in de Cortes gekozen. In juli 1936 - aan het begin van de Spaanse Burgeroorlog - werd hij opgepakt en geïnterneerd. In oktober van dat jaar wist hij, verkleed als vrouw, uit de gevangenis te ontsnappen en vluchtte hij naar de Nationalistische zone, waar zich bij zijn zwager Franco voegde. Van 1937 tot 1940 was hij minister van Binnenlandse Zaken in het nationalistische kabinet van Franco. Serrano Suñer was een groot voorstander van de in 1937 tot stand gekomen fusie tussen de Falange Española, de alfonsisten (aanhangers van oud-koning Alfons XIII) en de carlisten van de Comunión Tradicionalista tot de Falange Española Tradicionalista y de las JONS (FET). Vanaf 1937 was Serrano lid van de Junta Politicá (politieke raad) van de FET.
In 1939, na de Spaanse Burgeroorlog, werd Serrano minister van Voorlichting en Propaganda en stichtte de voorloper van het persagentschap EFE, het belangrijkste persbureau van de Spaanstalige wereld. Dankzij zijn goede verhoudingen met de Italiaanse dictator Mussolini, werd hij door Franco aangesteld als minister van Buitenlandse Zaken (1940). Als overtuigd fascist, trachtte hij tevergeefs Franco in de beginfase van de Tweede Wereldoorlog te overtuigen om de kant van de asmogendheden te kiezen. In 1941 werd Serrano voorzitter van de Junta Politicá van de FET. Toen de kansen voor de As begonnen te keren, ontsloeg Franco zijn zwager als minister van Buitenlandse Zaken en benoemde hij de pro-Britse Jordana in zijn plaats.
Vanaf 1944 riep Serrano geregeld Franco op om meer kritiek toe te staan op het regime, hetgeen de dictator echter niet toestond. In 1947 trok Serrano Suñer zich uit het publieke leven terug, hoewel hij tot zijn dood in 2003 regelmatig lezingen hield.